# André Cayatte
André Cayatte (Carcassona, 3 de febrer de 1909 – París, 6 de febrer de 1989) va ser un director de cinema i guionista francès.

## Biografia
Després d'estudis de lletres i de dret, és advocat a Tolosa de Llenguadoc, després a París. Però decideix ràpidament reconvertir-se en periodista i escriptor. Publica sis novel·les i col·labora en dos guions, Entrée des artistes (1938) de Marc Allégret i Remorques (1941) de Jean Grémillon.
La seva carrera cinematogràfica comença el 1942 amb La Fausse Maîtresse, adaptació d'una novel·la de Balzac. Durant la guerra, ha fet més de 2 pel·lícules per a la "Continental Films", societat de producció sota direcció alemanya. Condemnat pel Comitè d'Alliberament del Cinema a la prohibició a perpetuïtat d'exercir el seu ofici. No ho va fer.
Prosseguirà amb adaptacions de clàssics francesos, després pel·lícules populars. El 1950, amb Justice est faite, mostrant un jurat amb els seus prejudicis, es llança a l'anàlisi de la justícia, dels seus engranatges i de les seves apostes. Nous sommes tous des assassins (1952), Avant le déluge (1954) o Le Dossier noir (1955) són del mateix estil.
André Cayatte ha lluitat contra la pena de mort. Aquesta instància contra «la imbècil pena de mort», Cayatte la va dur des que un cosí seu, capellà de la presó a Carcassona, havia d'assistir a l'execució d'un de condemnat a mort. El jove sacerdot catòlic va suplicar que se'l descarregués d'aquesta missió, no va dormir en tota la nit i es va enfonsar quan el cap va caure a la cistella. El jove sacerdot va morir, no va suportar aquest odiós espectacle. El conjunt de la seva obra serà una llarga defensa judicial per a una justícia més humana, menys cegament sotmesa a les regles i als ritus que la converteixen en despietada.
Continuarà després, fins a les seves últimes obres, en el cinema, el 1978, després a la televisió, a filmar problemes de societat, fins i tot assumptes ardents, com la relació d'una dona ensenyant amb un dels seus joves alumnes (Mourir d'aimer 1971), o encara l'aïllament d'un professor acusat de pedofília (Les Risques du métier 1967).
André Cayatte mor d'una crisi cardíaca, alguns dies després del seu 80è aniversari.

## Filmografia
- 1942: Ho va voler l'atzar
- 1943: Au Bonheur des Dames
- 1943: Pierre et Jean
- 1946: Le Dernier Sou
- 1946: Sérénade aux nuages
- 1946: Roger la Honte
- 1946: La Revanche de Roger la Honte
- 1947: Le Chanteur inconnu
- 1948: Le Dessous des cartes
- 1949: Els Amants de Vérone
- 1949: Retour à la dv
- 1950: Justícia feta (Justice est faite)
- 1952: Nous sommes tous des assassins
- 1954: Avant le déluge
- 1955: Le Dossier noir
- 1957: Œil pour œil
- 1958: Le Miroir à deux faces
- 1960: Le Passage du Rhin
- 1964: Jean-Marc ou la Vie conjugale, 1a. part del díptic La Vie conjugale
- 1964: Françoise ou la Vie conjugale, 2a. part del díptic La Vie conjugale
- 1963: Le Glaive et la Balanç
- 1965: Piège pour Cendrillon
- 1967: Les Risques du métier
- 1969: Les Chemins de Katmandou
- 1971: Mourir d'aimer
- 1973: Il n'y a pas de fumée sans feu
- 1974: Verdict
- 1977: À chacun són enfer
- 1978: La Raison d'État
- 1978: L'Amour en question

## Premis i nominacions

### Premis
- 1950: Lleó d'Or per Justícia feta
- 1952: Premi del Jurat (Festival de Canes) per Nous sommes tous des assassins
- 1960: Lleó d'Or per Le passage du Rhin
- 1973: Gran Premi del Jurat (Berlinale) per Il n'y a pas de fumée sans feu

### Nominacions
- 1949: Gran Premi (Festival de Canes) per Retour à la vie
- 1952: Gran Premi (Festival de Canes) per Nous sommes tous des assassins
- 1954: Gran Premi (Festival de Canes) per Avant le déluge
- 1955: Palma d'Or per Le dossier noir
- 1957: Lleó d'Or per Oeil pour oeil
- 1973: Os d'Or per Il n'y a pas de fumée sans feu